# Chaise de bureau
Une chaise de bureau est un type de chaise qui est conçu pour une utilisation dans un bureau. Elle est généralement montée sur cinq roulettes, confortable et réglable (notablement en hauteur) et peut pivoter sur son axe vertical à 360 degrés. Selon la durée ou la nature des tâches de la personne qui l'occupe, la chaise peut recevoir ou non des accoudoirs.

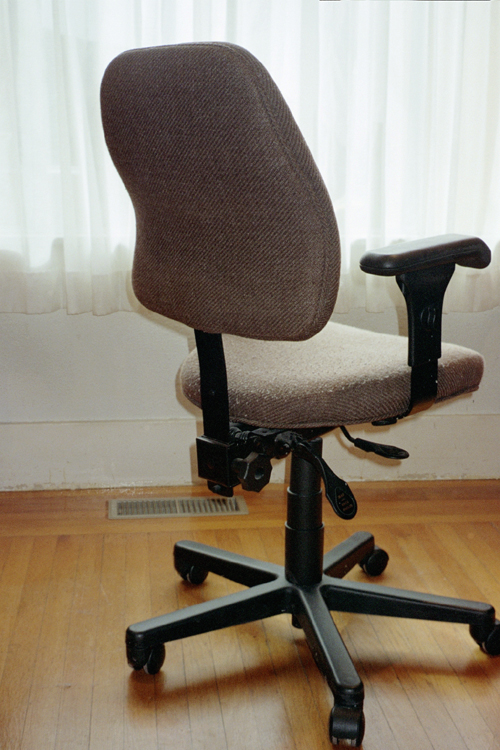
Une chaise de bureau.
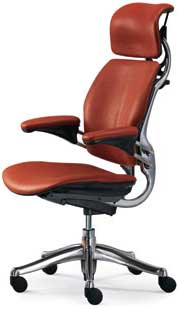
La chaise Freedom de Niels Diffrient